# Philip J. Fry
Philip J. Fry is een personage uit de animatieserie Futurama, waarin zijn stem gedaan wordt door Billy West. Hij wordt meestal gewoon "Fry" genoemd.
Fry is een pizzakoerier uit de 20e eeuw die werd ingevroren in het jaar 2000 en weer ontwaakt in het jaar 3000. Volgens de Volume 1 Futurama dvd is zijn geboortedatum 14 augustus, 1974, in Brooklyn, New York, wat hem bij aanvang van de serie 25 jaar oud maakt.
Billy West baseerde het personage Fry voornamelijk op zichzelf. Fry’s voornaam, Philip, werd door Matt Groening bedacht als een referentie aan de kort daarvoor vermoorde Phil Hartman. De "J" in Fry’s naam is een verwijzing naar de "J" in Bullwinkle J. Moose en Homer J. Simpson.

## Personage
Een groot deel van de humor in Futurama draait om Fry's gebrek aan intelligentie en vreemde levensstijl. Hij woont in een appartement met zijn vriend Bender. Fry denkt maar zelden meer dan vijf minuten vooruit, en verwondt zichzelf vaak. Verder doet hij volgens Leela de slechtste W.C. Fields-imitatie die ze ooit heeft gehoord. Hij houdt van tv-kijken en zingen onder de douche.
Fry is kinderlijk en onvoorspelbaar. Hoewel hij in eerste instantie aan zichzelf denkt, doet hij wel vaak het juiste wanneer hij de gevolgen van zijn acties moet confronteren. Hij heeft het hart op de juiste plaats en wil zich best opofferen voor zijn vrienden.
Fry heeft kenmerkend rood haar en gaat altijd gekleed in een wit T-shirt, rood open jacket en een blauwe broek.
In de aflevering Roswell That Ends Well reisde Fry terug naar 1947 en werd daar per ongeluk zijn eigen grootvader (een voorbeeld van de grootvaderparadox) toen hij zijn toen nog jonge oma zwanger maakte. Volgens Nibbler liep Fry zo een unieke genetische afwijking op: hij heeft geen zogenaamde "delta-hersengolf". Dit is de reden van Fry's intelligentieproblemen, maar het maakt hem ook als enige immuun voor de Brainspawn, een ras van levende hersenen. Tweemaal redde Fry de aarde van deze wezens (The Day the Earth Stood Stupid en The Why of Fry).
Fry is een belangrijke pion in een galactisch conflict tussen de Nibblonians en de Brainspawn. Het waren de Nibblonians die Fry bevroren omdat hun legendes vertelden dat hij nodig zou zijn in de verre toekomst (The Why of Fry). Fry diende ook als soldaat in een oorlog tegen enorme buitenaardse stuiterballen.
In zijn vrije tijd oefent Fry vaak op een holofoon: een saxofoon die ook hologrammen kan maken, maar erg lastig te bespelen is.

## Tijdlijn

### Kindertijd
Fry werd door zijn vader vernoemd naar Phillips-head schroevendraaiers. Hij was het tweede en jongste kind van zijn ouders, met nog een oudere broer genaamd Yancy Fry.
Fry woonde in zijn jeugd in Brooklyn. Hij was erg actief, en deed o.a. aan breakdancing en basketbal. Hij was hierin zelfs beter dan zijn broer.

### Tienertijd
Als een tiener was Fry een typische mislukkeling. Volgens geruchten zou hij al zijn schooltijd hebben doorgebracht met het spelen van videospellen. Hij hield vooral van Space Invaders. Zijn favoriete drank was Shasta.
Fry heeft ten minste drie hartaanvallen gehad, veroorzaakt door het drinken van te veel cola (100 blikjes per week).
Op school bereikte Fry niet veel. Al na 3 weken moest hij de hogere school verlaten.

### Volwassen leven
Als volwassene had Fry een smerige levensstijl. Volgens eigen zeggen groeiden er paddenstoelen op de mat in zijn badkamer. Hij nam een baantje als pizzakoerier voor Panucci's Pizza, en begon uit te gaan met een meisje genaamd Michelle. Michelle dumpte hem vlak voor de jaarwisseling 1999-2000. Toen hij een pizza moest bezorgen bij een lab dat experimenten deed met het invriezen van mensen, ging het mis. Fry belandde in een vriescapsule en werd ingevroren. Pas 1000 jaar later werd hij weer ontdooid.
In een poging zich aan te passen aan de 31ste eeuw sloot Fry vriendschap met een cyclopische vrouw genaamd Turanga Leela en een robot genaamd Bender. Samen spoorden ze een van Fry’s nakomelingen Professor Hubert Farnsworth op, die Fry een baantje gaf bij zijn koeriersdienst Planet Express.
Qua persoonlijkheid is Fry nog altijd een kind met erg weinig intelligentie. Vaak ontgaan de dingen om hem heen hem volkomen. Wel weet hij van andere onderwerpen, zoals videospellen en televisie, erg veel af.

## Familie
Fry's stamboom is een beetje vreemd vanwege het hergebruik van standaardnamen, en het feit dat Fry zijn eigen grootvader is.
- Professor Farnsworth, Fry's nakomeling, zowel een verre neef als een achterkleinkind.
- Cubert Farnsworth, Hubert Farnsworth's kloon.
- Floyd Farnsworth, Huberts jongere broer.
- Ned Farnsworth, Huberts vader.
- Velma farnsworth, Huberts moeder.
- Yancy Fry, Jr.: Fry’s oudere broer en kleinzoon.
- Philip J. Fry II: Fry's neefje, vernoemd naar Fry.
- Yancy Fry, Sr. en Mrs. Fry: Fry’s ouders.
- Mildred Fry: Fry’s oma.
- Enos Fry: de man waarvan altijd werd gedacht dat hij Fry’s grootvader was.